# Mariano Pedro de Roma Bori Viaud
Mariano Pedro de Roma Bori Viaud (Buenos Aires, 18 de gener de 1893 - Buenos Aires, 22 d'octubre de 1966) fou un futbolista argentí dels inicis del futbol a Catalunya.

## Trajectòria
Va néixer a Buenos Aires de pare espanyol i mare francesa. De jove estudià medicina a Barcelona, on començà a practicar el futbol. El seu primer club fou l'FC X, on jugà entre 1903 i 1907. Disputà un partit amb el FC Barcelona l'any 1909. A continuació jugà a l'Universitary SC, i novament al FC Barcelona, on jugà dues temporades entre 1912 i 1914. Fou el primer futbolista argentí en jugar al Barça. També fou un destacat tennista i posteriorment un eminent metge dermatòleg.

## Palmarès
- Campionat de Catalunya de futbol:
  - 1912-13
- Copa espanyola:
  - 1912-13
- Copa dels Pirineus:
  - 1912-13